# Vilobí d'Onyar
Vilobí d'Onyar és un municipi de la comarca de la Selva que forma part de l'àrea urbana de Girona. El seu terme municipal comprèn 3 pobles: Salitja, Sant Dalmai i Vilobí. Aquest últim és el centre administratiu del terme.
Salitja va ser incorporat a Vilobí el 1846, mentre que el poble de Sant Dalmai hi va ser agregat (transferit des de Brunyola) el 1910.
Fins a la publicació del Reial Decret de 27 de juny de 1916 el municipi es deia simplement Vilobí.

## Geografia
La població de Vilobí s'emplaça en un terreny planer a la dreta del riu Onyar. Ha anat creixent a l'entorn de la seva església parroquial de Sant Esteve i l'antic castell on hi ha el centre històric. La resta de la població ha seguit la carretera de Santa Coloma.
Llista de topònims de Vilobí d'Onyar (Orografia: muntanyes, serres, collades, indrets..; hidrografia: rius, fonts...; edificis: cases, masies, esglésies, etc).

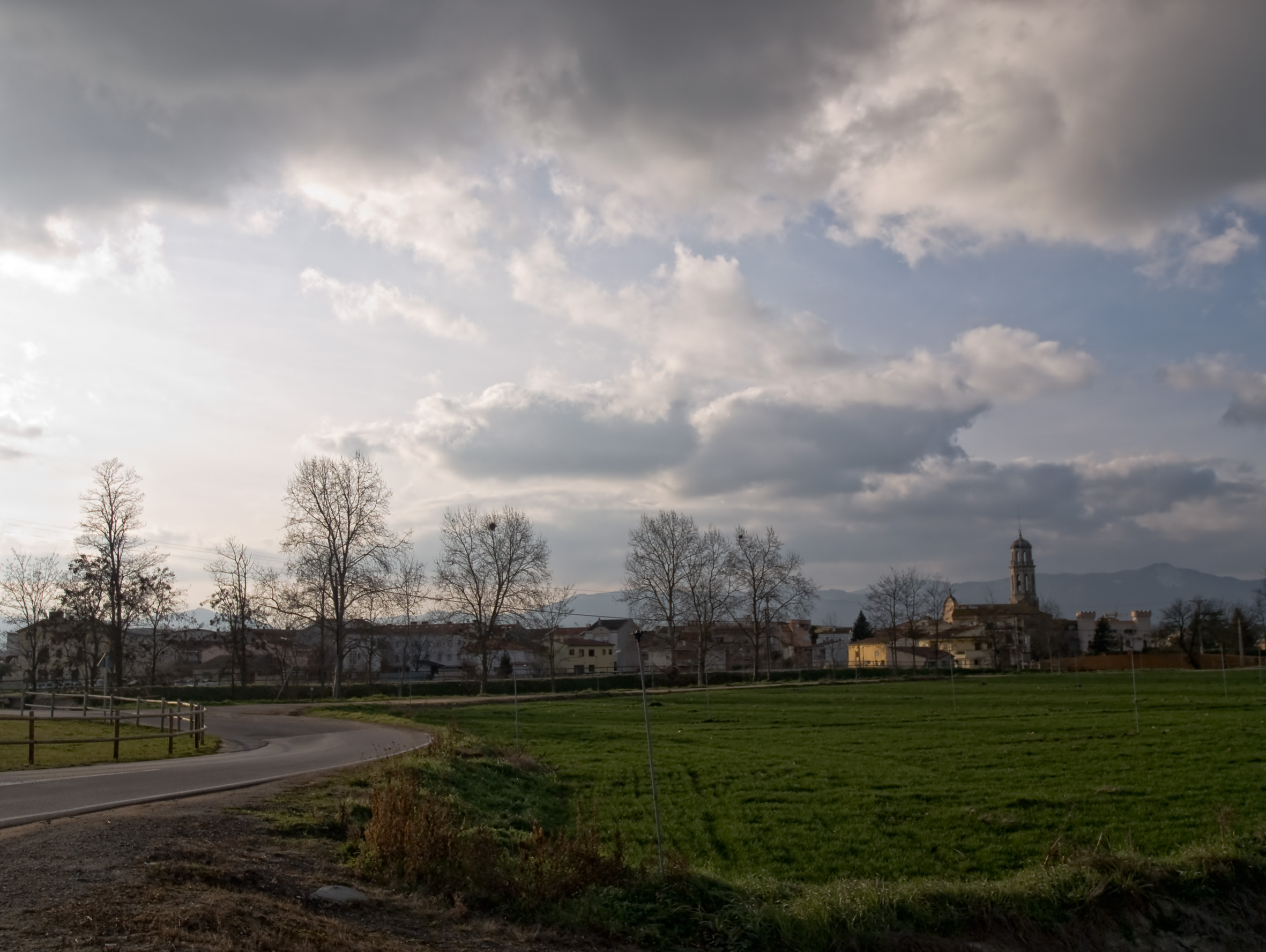
Vista general de Vilobí d'Onyar

Abans de l'abolició de l'antic Règim Senyorial el primer terç del segle XIX, el territori actual d'aquest municipi corresponia als termes dels ens locals històrics de Salitja, Sant Dalmai i Vilobí d'Onyar. 
Les entitats de població (regions de caire estadístic però també històric) d'aquest municipi són les següents: 
| Entitat de població | Habitants (2023) |
| Salitja             | 321              |
| Sant Dalmai         | 612              |
| Vilobí d'Onyar      | 2.371            |

| Entitat de població | Habitants (2024) |
| Vilobí d'Onyar      | 2.371            |
| Sant Dalmai         | 612              |
| Salitja             | 321              |
| Font: Idescat       |                  |

## Història
Els seus orígens són del temps de la romanització del territori. Ben a prop, hi passava una important comunicació romana, la Via Augusta. Les restes arqueològiques trobades a la zona són de l'època del Paleolític mitjà. També s'hi han descobert sis sitges ibèriques, així com un ampli conjunt de sitges dels segles XI-XIII, a la zona de Can Serra. La primera documentació escrita apareix l'any 882 amb el nom de Villa Albini.
A l'edat mitjana, el nucli urbà va créixer a l'entorn del castell i la seva capella, convertida en església parroquial, amb la seva sagrera a l'entorn, que va organitzar una petita trama urbana. Gràcies al capbreu del senyor del castell, Ramon Malarç, elaborat entre 1337 i 1338, es disposa de moltes dades sobre Vilobí d'Onyar al segle xiv. Més endavant, un dels seus personatges més destacats va ser el remença Pere Antoni que va participar en la crisi de la pagesia catalana al segle xv. Durant l'edat moderna, el poble va créixer poc. Al segle xix es va ampliar la trama urbana, amb un petit eixample que va donar lloc a l'actual plaça Nova.
El creixement de la població s'ha mantingut constant des de mitjan segle xix fins als anys vuitanta del segle xx, des d'aleshores el desenvolupament urbà ha esdevingut molt important.
Joan Pagès Aregay fou l'alcalde d'aquest municipi entre juny i setembre de 2023, quan va morir poc després de patir un ictus.

## Situació geogràfica

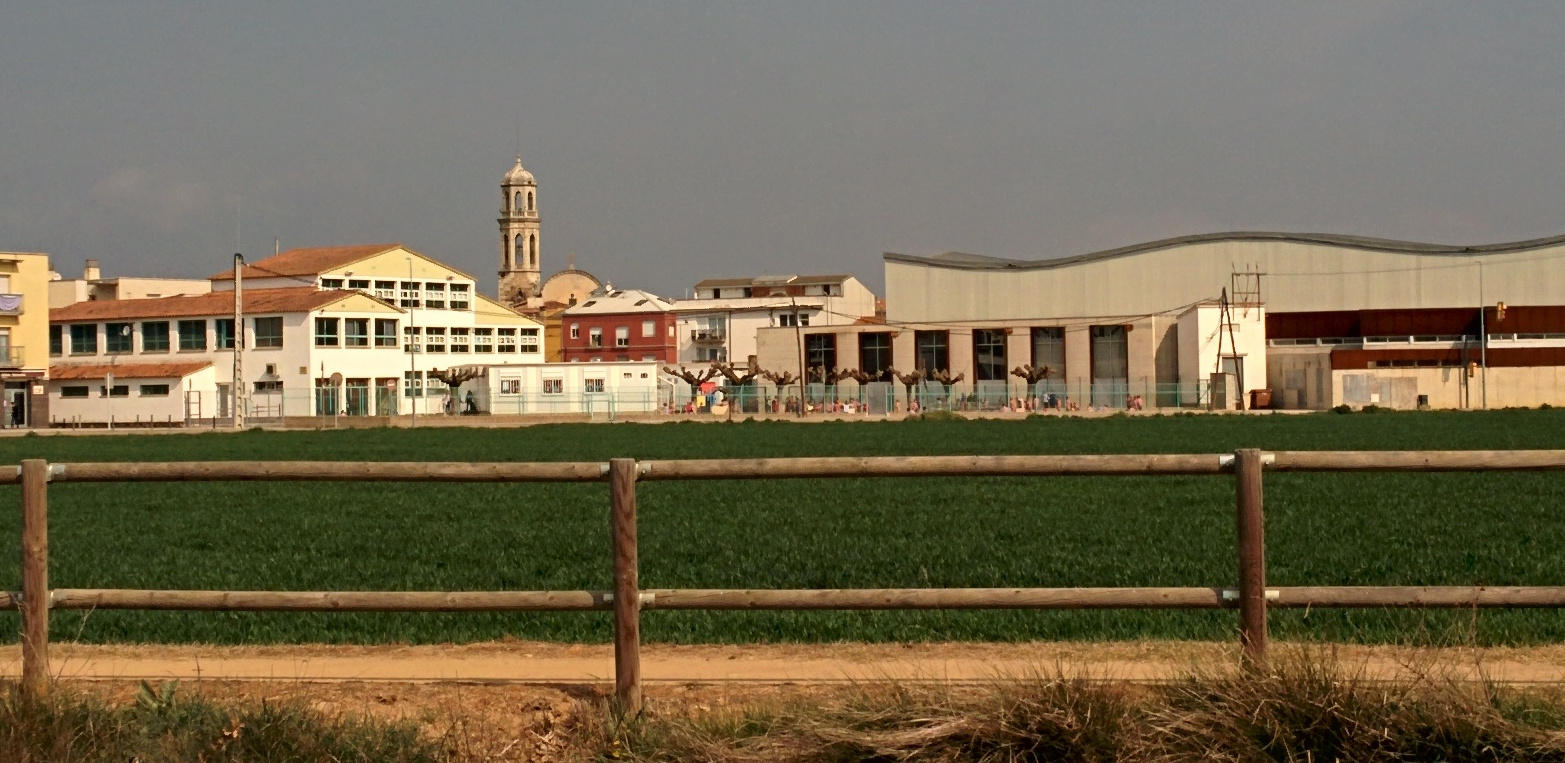
Les escoles, el pavelló poliesportiu i l'església de Vilobí

Està situat al nord-est de la depressió prelitoral, a la conca mitjana del riu Onyar que travessa el terme de nord-est a sud-est. Els boscos de Vilobí són d'alzines, pins i sureres.
El punt més alt del municipi es troba al cràter de la Crossa de Sant Dalmai, a l'ermita de Sant Llop situada al cràter del volcà de la Crosa. El volcà de considerables dimensions, compartit amb el municipi de Bescanó, actualment és un espai protegit dins el Pla d'Espais d'Interès Natural (PEIN). Està emplaçat a la falla que separa les Guilleries de la plana de la Selva.

## Comunicacions
- El municipi comunica amb Girona per la carretera N-II i per la xarxa secundària de carreteres espanyoles, la GI-533 que passa per Sant Dalmai i comunica amb Santa Coloma de Farners
- L'Aeroport Internacional Girona Costa Brava és dins aquest terme municipal.

## Economia
Les fonts més destacades d'ingressos de la població eren la ramaderia i l'agricultura, que evolucionà de la tradicional en iniciar-se la mecanització de les feines del camp. Per a potenciar el turisme es duen a terme diverses iniciatives, com la Fira de la Botifarra dolça o la Fira de la Llet. La construcció de l'Aeroport de Girona - Costa Brava, l'any 1967, ha transformat l'economia, ja que ha estat triat per les companyies de baix cost i és el punt d'arribada de milions de turistes.

## Llocs d'interès
- Església parroquial de Sant Esteve de Vilobí. Va substituir la vella església medieval del segle xi. L'actual és una obra de l'any 1773 amb campanar barroc.[13]
- Castell de Vilobí d'Onyar. Segles XII i xiii. Obres de remodelació al segle xix.
- Ermita de Santa Margarida (Vilobí d'Onyar). Segle XIII. Va acollir el retaule gòtic de Santa Margarida, que provenia originàriament de la catedral de Girona,[14] i que va ser cremat durant la Guerra Civil.
- Església parroquial de Sant Dalmai. Segles XVI-XVII.
- L'Església de Santa Maria de Salitja, d'estil barroc-neoclàssic. Segle XVIII.
- La Capella de la Mare de Déu de les Fonts. Segle XVII, a Salitja.
- Les Escoles Velles (1919), projectades per Jeroni Martorell.[15]
- Ermita de Sant Llop.

## Demografia
| 1497 f | 1515 f | 1553 f | 1717 | 1787 | 1857  | 1877  | 1887  | 1900  | 1910  |
| ------ | ------ | ------ | ---- | ---- | ----- | ----- | ----- | ----- | ----- |
| 103    | 108    | 111    | 543  | 958  | 1.335 | 1.143 | 1.105 | 1.103 | 1.597 |

| 1920  | 1930  | 1940  | 1950  | 1960  | 1970  | 1981  | 1990  | 1992  | 1994  |
| ----- | ----- | ----- | ----- | ----- | ----- | ----- | ----- | ----- | ----- |
| 1.680 | 1.765 | 1.665 | 1.707 | 1.562 | 1.564 | 1.808 | 2.066 | 2.094 | 2.094 |

| 1996  | 1998  | 2000  | 2002  | 2004  | 2006  | 2008 | 2010 | 2012  | 2014  |
| ----- | ----- | ----- | ----- | ----- | ----- | ---- | ---- | ----- | ----- |
| 2.141 | 2.153 | 2.223 | 2.328 | 2.504 | 2.718 | 2862 | 3032 | 3.053 | 3.136 |

| 2016  | 2018  | 2020  | 2022  | 2024  | 2026 | 2028 | 2030 | 2032 | 2034 |
| ----- | ----- | ----- | ----- | ----- | ---- | ---- | ---- | ---- | ---- |
| 3.163 | 3.196 | 3.333 | 3.304 | 3.315 | -    | -    | -    | -    | -    |